# Lasowskoje
Lasowskoje (russisch Лазовское, deutsch Trömpau) ist ein Ort in der russischen Oblast Kaliningrad. Er gehört zur kommunalen Selbstverwaltungseinheit Stadtkreis Gurjewsk im Rajon Gurjewsk.

## Geographische Lage
Die Ortschaft liegt  in der historischen Region Ostpreußen, 17 Kilometer nordöstlich von Königsberg (Kaliningrad). 
Lasowskoje ist über die Kommunalstraße 27K-053 zu erreichen, die von der Regionalstraße 27A-024 (ex A190) unweit der Stadtgrenze von Gurjewsk (Neuhausen) über Schemtschuschnoje (Kirche Schaaken) bis nach Kaschirskoje (Schaaksvitte) am Kurischen Haff führt. Bis 1945 war Powarben (heute russisch: Stepnoje) die nächste Bahnstation an der Bahnstrecke Prawten–Schaaksvitte (Lomonossowo–Kaschirskoje) der Königsberger Kleinbahn, die heute nicht mehr existiert.

## Geschichte

Trömpau nordöstlich von Königsberg und südsüdwestlich des Dorfs Schaaken, südlich des Kurischen Haffs, auf einer Landkarte von 1910.

Das bis 1946 Trömpau genannte Dorf geht in seiner Gründung auf das Jahr 1387 zurück. Im Jahre 1874 wurde das damals noch in Landgemeinde und Gutsbezirk unterteilte Dorf in den neu geschaffenen Amtsbezirk Powarben (russisch: Stepnoje) eingegliedert und gehörte zum Landkreis Königsberg (Preußen) im Regierungsbezirk Königsberg der preußischen Provinz Ostpreußen. Am 20. September 1897 wurde die Landgemeinde Trömpau in den gleichnamigen Gutsbezirk eingemeindet, und am 17. September 1905 das Vorwerk Trömpau als neuer Gutsbezirk namens Konradshorst (russisch: Georgijewskoje) aus dem Gutsbezirk Trömpau herausgelöst. Trömpau verzeichnete im Jahre 1910 157 Einwohner.
Am 30. September 1928 schlossen sich die Gutsbezirke Konradshorst (Georgijewskoje), Krumteich (Selenopolje), Sallecken (Lessossekowo, nicht mehr existent) und Trömpau zusammen und bildeten die neue Landgemeinde Trömpau, die am 14. Mai 1930 aus Gründen der Auflösung des Amtsbezirks Powarben zum Amtsbezirk Sudnicken (Pirogowo) kam.
Im Jahre 1933 zählte Trömpau 365 Einwohner, deren Zahl 1939 noch 307 betrug. 1939 wurde der Amtsbezirk Sudnicken in den neu gebildeten Landkreis Samland eingegliedert und blieb ihm bis 1945 zugehörig.
Nach Ende des Zweiten Weltkriegs kam  Trömpau mit dem nördlichen Ostpreußen zur Sowjetunion. Im Jahr 1947 erhielt der Ort die russische Bezeichnung Lasowskoje und wurde gleichzeitig dem Dorfsowjet Kosmodemjanski selski Sowet im Rajon Gurjewsk zugeordnet. Später gelangte der Ort in den Marschalski selski Sowet. Von 2008 bis 2013 gehörte Lasowskoje zur Landgemeinde Chrabrowskoje selskoje posselenije und seither zum Stadtkreis Gurjewsk.

## Kirche
Mehrheitlich war die Bevölkerung Trömpaus vor 1945 evangelischer Konfession und in das Kirchspiel Schaaken mit Pfarrsitz in Kirche Schaaken (heute russisch: Schemtschuschnoje) eingepfarrt. Es gehörte zum Kirchenkreis Königsberg-Land II innerhalb der Kirchenprovinz Ostpreußen der Kirche der Altpreußischen Union. Heute liegt Lasowskoje im Einzugsbereich der in den 1990er Jahren neu entstandenen evangelisch-lutherischen Gemeinde in Marschalskoje (Gallgarben), einer Filialgemeinde der Auferstehungskirche in Kaliningrad (Königsberg). Sie ist der Propstei Kaliningrad in der Evangelisch-lutherischen Kirche Europäisches Russland (ELKER) zugeordnet.